# Kukulcania tractans
Kukulcania tractans är en spindelart som först beskrevs av O. Pickard-Cambridge 1896.  Kukulcania tractans ingår i släktet Kukulcania och familjen Filistatidae. Inga underarter finns listade i Catalogue of Life.